# Firths Voe

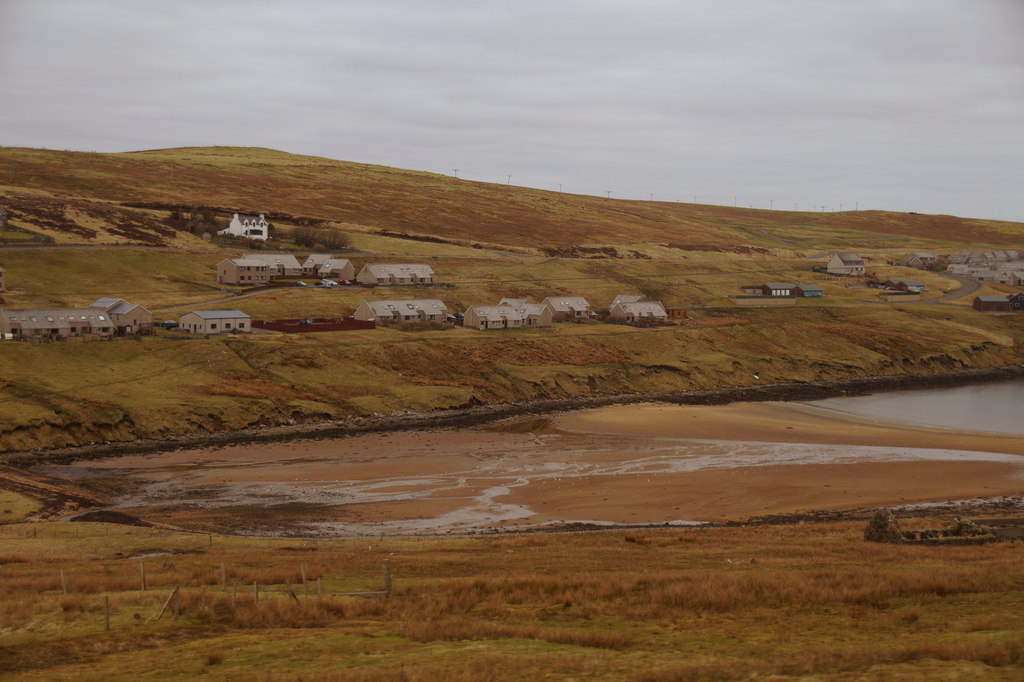
Am oberen Ende der Firths Voe

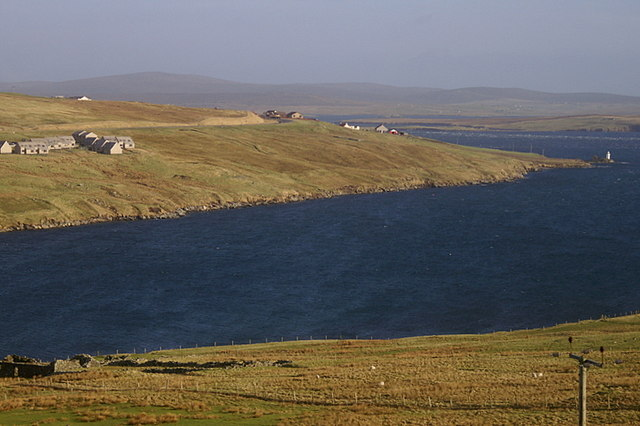
Öffnung der Bucht zum Yell Sound

Die Firths Voe ist eine Meeresbucht (Voe), die im Norden der zu Schottland zählenden Shetlands liegt.

## Geographie
Die Firths Voe ist eine anderthalb Kilometer lange Bucht, die an der nordöstlichen Küste der Insel Mainland liegt. Der Bereich ist stark zerklüftet, es folgen Burra Ness und die Tofts Voe im Norden sowie Firth Ness und die Swinister Voe im Süden. Im Nordosten öffnet sich die Firths Voe zum südlichen Ende des Yell Sounds. Ortschaften am Ufer der Bucht sind Firth am südwestlichen Ende sowie Mossbank im Norden.

## Historisches
Im Rahmen der historischen Gliederung Schottlands in Civil Parishes zählt die Firths Voe zu Delting. Seit 1976 wird die Bucht von einer Pipeline genutzt, die Erdöl aus der Nordsee zum Terminal von Sullom Voe leitet.